# Fast as you can
«Fast as you can» es una canción escrita por Fiona Apple, y producida por Jon Brion, incluida en su segundo álbum de estudio When the Pawn.... Fue lanzado como el primer sencillo del álbum a finales de 1999 en Estados Unidos y en febrero del 2000 en el Reino Unido. Se convirtió en uno de los sencillos más exitosos de Apple en dichos países. 
Su video musical, dirigido por Paul Thomas Anderson, quien era su novio en el momento, fue bien recibido por el público. El vídeo y la canción fueron muy populares en MTV Europe 's Top 20, lo que hizo que Fiona Apple lograra cierta popularidad en el continente europeo.

## Lista de canciones y formatos
Reino Unido CD1
1. «Fast As You Can» (radio edit) - 3:48
2. «Never Is a Promise» (live from Sessions at W.54th)
3. «Across the Universe» 05:06

CD2 Reino Unido
1. «Fast As You Can» (radio edit) - 3:48
2. «Sleep to Dream» (versión del álbum) (de marea) - 4:08
3. «I Know» (versión del álbum) (de Cuando la Hipoteca) - 4:57

Reino Unido CD re-mix
1. «Fast As You Can» (Radio edit)
2. «Across The Universe» (Remix) 03:48
3. «Never Is a Promise» (en vivo)

Reino Unido promo CD
1. «Fast As You Can» (radio edit) - 3:48